# توتشستون بيكشرز
أفلام توتشستون (بالإنجليزية: Touchstone Pictures)‏ هي شركة إنتاج أفلام أسست في 1984، تابعة لشركة والت ديزني.

## وصلات خارجية
- توتشستون بيكشرز على موقع IMDb (الإنجليزية)
- توتشستون بيكشرز على موقع IMDb (الإنجليزية)
- توتشستون بيكشرز على موقع الموسوعة البريطانية (الإنجليزية)
- توتشستون بيكشرز على موقع قاعدة بيانات برودواي على الإنترنت (الإنجليزية)
- الموقع الرسمي نسخة محفوظة 9 مايو 2005 على موقع واي باك مشين.